# Szohner Olga
Szohner Olga (Budapest, 1875. december 27. – Budapest, Erzsébetváros, 1966. március 27.) színésznő.

## Életútja
Szohner Antal minisztériumi tanácsos és Rédly Franciska leánya. A színészakadémiát sikerrel fejezte be, és mint naiva 1895-ben Szabadkán Halmai Imre társulatánál kezdte meg működését. Innen Somogyi Károly Pécsre vitte és 1900-ban mindjárt az újonnan megnyíló nagyváradi színháznak is egyik kedvenc tagja lett. 1902. április 19-én vendégszerepelt a Vígszínházban, a Gyurkovics lányok Mici szerepében, majd 1903. június 17-én újra fellépett itt az Egér című vígjátékban Mártha szerepében, 1904. június 14-én pedig Gárdonyi Géza Annuskájában. Ez időben Krecsányi Ignác társulatának tagja volt, 1905-ben Balla Kálmán miskolci színigazgatónál működött, azután 1910-ig ugyanott Palágyi Lajosnál aratta megérdemelt sikereit. 1910. december 9-én mint vendég fellépett a Vígszínházban, az Ördög című vígjátékban Jolán szerepében. 1911-ben Szegedre ment, Almássy Endréhez. 1919. január 18-án Budapesten férjhez ment a nála 12 évvel fiatalabb Domán László bankigazgatóhoz és lelépett a pályáról. Halálát agylágyulás okozta.
Nővére Szohner Irén, híres német színésznő.

## Fontosabb szerepei
- Mici (Herczeg Ferenc: A Gyurkovics lányok)
- Annuska (Gárdonyi Géza)
- Jolán (Molnár Ferenc: Az ördög)
- A királyné (Bródy Sándor: Lajos király válik)